# Antheraea larissoides
Antheraea larissoides är en fjärilsart som beskrevs av Eugène Louis Bouvier 1928. Antheraea larissoides ingår i släktet Antheraea och familjen påfågelsspinnare. Inga underarter finns listade i Catalogue of Life.